# Anisodes intermixtaria
Cyclophora intermixtaria là một loài bướm đêm trong họ Geometridae.